# Liste de gambits d'échecs
 (mars 2025).
 (décembre 2022).
La mise en forme du texte ne suit pas les recommandations de Wikipédia : il faut le « wikifier ».
Les points d'amélioration suivants sont les cas les plus fréquents. Le détail des points à revoir est peut-être précisé sur la page de discussion.
- Les titres sont pré-formatés par le logiciel. Ils ne sont ni en capitales, ni en gras.
- Le texte ne doit pas être écrit en capitales (les noms de famille non plus), ni en gras, ni en italique, ni en « petit »…
- Le gras n'est utilisé que pour surligner le titre de l'article dans l'introduction, une seule fois.
- L'italique est rarement utilisé : mots en langue étrangère, titres d'œuvres, noms de bateaux, etc.
- Les citations ne sont pas en italique mais en corps de texte normal. Elles sont entourées par des guillemets français : « et ».
- Les listes à puces sont à éviter, des paragraphes rédigés étant largement préférés. Les tableaux sont à réserver à la présentation de données structurées (résultats, etc.).
- Les appels de note de bas de page (petits chiffres en exposant, introduits par l'outil «  Source ») sont à placer entre la fin de phrase et le point final[comme ça].
- Les liens internes (vers d'autres articles de Wikipédia) sont à choisir avec parcimonie. Créez des liens vers des articles approfondissant le sujet. Les termes génériques sans rapport avec le sujet sont à éviter, ainsi que les répétitions de liens vers un même terme.
- Les liens externes sont à placer uniquement dans une section « Liens externes », à la fin de l'article. Ces liens sont à choisir avec parcimonie suivant les règles définies. Si un lien sert de source à l'article, son insertion dans le texte est à faire par les notes de bas de page.
- La présentation des références doit suivre les conventions bibliographiques. Il est recommandé d'utiliser les modèles {{Ouvrage}}, {{Chapitre}}, {{Article}}, {{Lien web}} et/ou {{Bibliographie}}. Le mode d'édition visuel peut mettre en forme automatiquement les références.
- Insérer une infobox (cadre d'informations à droite) n'est pas obligatoire pour parachever la mise en page.

Pour une aide détaillée, merci de consulter Aide:Wikification.
Si vous pensez que ces points ont été résolus, vous pouvez retirer ce bandeau et améliorer la mise en forme d'un autre article.
La liste qui suit répertorie les ouvertures d'échecs qui sont des gambits. Ces gambits sont classés en sections selon l'ouverture à laquelle ils sont apparentés, donnant le nom du gambit, son code ECO et les coups correspondant en notation algébrique.

## Débuts semi-ouverts

### Défense Alekhine
- Gambit Alekhine – B02 – 1.e4 Cf6 2.e5 Cd5 3.c4 Cb6 4.d4 d6 5. Cf3 Fg4 6. Fe2 dxe5 7. Cxe5 [1]
- Gambit John Tracy – B02 – 1.e4 Cf6 2. Cf3
- Gambit Krejcik – B02 – 1.e4 Cf6 2. Fc4 Cxe4 3. Fxf7+
- Gambit Spielmann – B02 – 1.e4 Cf6 2. Cc3 d5 3.e5 Cfd7 4.e6
- Gambit O'Sullivan – B03 – 1.e4 Cf6 2.e5 Cd5 3.d4 b5

### Défense Caro-Kann
- Gambit Schaffer – B10 – 1.e4 c6 2. Fc4 d5 3. Fb3
- Attaque Van Weersel – B10 – 1.e4 c6 2.c4 d5 3.cxd5 cxd5 4. Db3
- Gambit marocain – B12 – 1.e4 c6 2.d4 d5 3. f3 dxe4 4.fxe4 e5 5. Cf3 exd4 6. Fc4
- Variante Tal 5. Fg5 – B12 – 1. e4 c6 2. d4 d5 3. e5 Ff5 4. h4 h5 5. Fg5 Db6 6. Fd3 Fxd3 7. Dxd3 Dxb2 8. e6
- Gambit Godley – B13 – 1.e4 c6 2.d4 d5 3.exd5 Cf6
- Gambit Alekhine – B15 – 1.e4 c6 2.d4 d5 3. Cc3 dxe4 4. Cxe4 Cf6 5. Fd3
- Gambit Rasa–Studier – B15 – 1.e4 c6 2.d4 d5 3. Cc3 dxe4 4.f3

### Défense française
- Gambit Orthoschnapp – C00 – 1.e4 e6 2.c4 d5 3.cxd5 exd5 4. Db3
- Gambit de l'aile de la défense française – C00 – 1.e4 e6 2. Cf3 d5 3.e5 c5 4.b4
- Gambit Franco-Hiva – C00 – 1.e4 e6 2. Cf3 f5
- Gambit Krol - C00 - 1.e4 e6 2.f4 d5 3. Cf3
- Gambit Papa-Ticulat - C00 - 1.e4 e6 2.b3 d5 3. Fb2
- Gambit Banzai-Leong - C00 - 1.e4 e6 2.b4
- Gambit Baeuerle - C01 - 1.e4 e6 2.d4 b5
- Gambit Alapine – C01 – 1.e4 e6 2.d4 d5 3. Fe3
- Gambit Diemer-Duhm – C01 – 1.e4 e6 2.d4 d5 3.c4
- Gambit Persée - C01 - 1.e4 e6 2.d4 d5 3. Cf3
- Gambit Milner-Barry – C02 – 1.e4 e6 2.d4 d5 3.e5 c5 4.c3 Cc6 5. Cf3 Db6 6. Fd3 cxd4 7.cxd4 Fd7 8. Cc3 Cxd4 9. Cxd4 Dxd4
- Gambit Nimzowitsch – C02 – 1.e4 e6 2.d4 d5 3.e5 c5 4. Dg4
- Attaque Alekhine-Chatard - C14 - 1.e4 e6 2.d4 d5 3. Cc3 Cf6 4. Fg5 Fe7 5.e5 Cfd7 6.h4 Fxg5 7.hxg5 Dxg5
- Gambit Alekhine (Maroczy) – C15 – 1.e4 e6 2.d4 d5 3. Cc3 Fb4 4. Ce2 dxe4 5.a3
  - variante Kan – C15 – 5.a3 Fxc3+ 6. Cxc3 Cc6
  - variante Alatortsev – C15 – 5.a3 Fe7 6. Cxe4 Cf6 7. Ce2g3 0-0 8. Fe2 Cc6
- Gambit Marshall-Speijer ou variante du « lapsus manus » (glissement de doigt) d'Alekhine – C15 – 1.e4 e6 2.d4 d5 3. Cc3 Fb4 4. Fd2 dxe4 5. Dg4 Dxd4

### Défense Nimzowitsch
- Gambit (contre-gambit) Colorado – B00 – 1.e4 Cc6 2. Cf3 f5
- Contre-contre gambit Colorado – B00 — 1.e4 Cc6 2. Cf3 f5 3.e5 d6 4.d4 dxe5 5.d5
- Gambit De Smet – B00 – 1.e4 Cc6 2.d4 e5 3.dxe5 d6
- Gambit Heinola-Deppe – B00 – 1.e4 Cc6 2.d4 d5 3. Cc3 e5

### Défense Owen
- Gambit Hekili-Loa – B00 – 1.e4 b6 2.d4 c5 3.dxc5 Cc6
- Gambit Matovinsky – B00 – 1.e4 b6 2.d4 Fb7 3. Fd3 f5
- Gambit Smith – B00 – 1.e4 b6 2.d4 Fb7 3. Cf3
- Gambit Wind – B00 – 1.e4 b6 2.d4 Fb7 3.f3 e5

### Défense scandinave
- Gambit Boehnke – B01 – 1.e4 d5 2.exd5 e6 3.dxe6 Fxe6
- Gambit Kotrč–Mieses – B01 – 1.e4 d5 2.exd5 Dxd5 3. Cc3 Da5 4.b4
- Gambit islandais – B01 – 1.e4 d5 2.exd5 Cf6 3.c4 e6
- Gambit portugais – B01 – 1.e4 d5 2.exd5 Cf6 3.d4 Fg4
- Gambit Kadas – B01 – 1.e4 d5 2.exd5 Cf6 3.d4 c6 4.dxc6 e5
- Gambit Tennison (alias : Gambit Abonyi ou Gambit Lemberg ou Gambit Zukertort) – B01 – 1.e4 d5 2. Cf3 {aussi 1. Cf3 d5 2.e4}

### Défense sicilienne
- Gambit de l'aile différé – B20 – 1.e4 c5 2.a3 Cc6 (ou 2...e6) 3.b4
- Gambit de l'aile – B20 – 1.e4 c5 2.b4
- Gambit Andreaschek – B21 – 1.e4 c5 2.d4 cxd4 3. Cf3 e5 4.c3
- Gambit Morphy – B21 – 1.e4 c5 2.d4 cxd4 3. Cf3
- Gambit Smith–Morra – B21 – 1.e4 c5 2.d4 cxd4 3.c3
- Contre-gambit  Rubinstein – B29 – 1.e4 c5 2. Cf3 Cf6 3.e5 Cd5 4. Cc3 e6 5. Cxd5 exd5 6.d4 Cc6
- Gambit de Portsmouth – B30 – 1.e4 c5 2. Cf3 Cc6 3.b4
- Gambit Morra – B32 – 1.e4 c5 2. Cf3 Cc6 3.d4 cxd4 4.c3
- Gambit  Kasparov – B44 – 1.e4 c5 2. Cf3 e6 3.d4 cxd4 4. Cxd4 Cc6 5. Cb5 d6 6.c4 Cf6 7. C1c3 a6 8. Ca3 d5
- Gambit sicilien – B45 – 1.e4 c5 2. Cf3 e6 3.d4 cxd4 4. Cxd4 Cf6 5. Cc3 Cc6 6. Fe2 Fb4 7.0-0
- Gambit de l'aile différé – B50 – 1.e4 c5 2. Cf3 d6 (ou 2...e6) 3.b4
- Gambit Bronstein – B52 – 1.e4 c5 2. Cf3 d6 3. Fb5+ Fd7 4. Fxd7+ Dxd7 5.0-0 Cc6 6.c3 Cf6 7.d4
- Gambit  Ginsburg – B57 – 1.e4 c5 2. Cf3 d6 3.d4 cxd4 4. Cxd4 Cf6 5. Fc4
- Gambit Zollner – B73 – 1.e4 c5 2. Cf3 d6 3.d4 cxd4 4. Cxd4 Cf6 5. Cc3 g6 6. Fe2 Fg7 7. Fe3 Cc6 8.0-0 0-0 9.f4 Db6 10.e5
- Variante du pion empoisonné – B79 – 1.e4 c5 2. Cf3 d6 3.d4 cxd4 4. Cxd4 Cf6 5. Cc3 a6 6. Fg5 e6 7.f4 Db6 8. Dd2 Dxb2

## Ouvertures de flanc

### Ouverture Amar
- Gambit de Paris – A00 – 1. Ch3 d5 2.g3 e5 3.f4 Fxh3 4. Bxh3 exf4 5.0-0
  - Gambit de Gand – A00 – 5.0-0 fxg3 6.hxg3

### Ouverture du fianchetto-roi
- Gambit Dada – A00 – 1.g3 e5 2. Fg2 d5 3.b4

### Ouverture anglaise
- Gambit Ferenc – A10 – 1.c4 f5 2. Cc3 Cf6 3.e4
- Gambit Jaenisch (gambit Halibut) – A10 – 1.c4 b5
- Gambit White – A10 – 1.c4 d5 2.b3 dxc4 3.bxc4 Dd4 4. Cc3
- Gambit Bellón – A22 – 1.c4 e5 2. Cc3 Cf6 3. Cf3 e4 4. Cg5 b5
- Anglaise symétrique, gambit de l'aile – A30 – 1.c4 c5 2.b4
- Gambit Wade – A10 – 1.c4 f5 2.g4

### Ouverture Bird
- Gambit From – A02 – 1.f4 e5[1]
  - Gambit Bahr – A02 – 2. Cc3
  - variante Lipke – A02 – 2.fxe5 d6 3.exd6 Fxd6 4. Cf3 Ch6 5.d4
  - Gambit Langheld – A02 – 2.fxe5 d6 3.exd6 Cf6
  - Gambit Lasker – A02 – 2.fxe5 f6
  - Gambit Platz – A02 – 2.fxe5 Ce7
  - Gambit Schlechter – A02 – 2.fxe5 Cc6
  - Gambit Siegener – A02 – 2.d4 exd4 3. Cf3 c5 4.c3
- Gambit du fou du roi – A02 — 1.f4 f5 2.g4
- Gambit suisse – A02 – 1.f4 f5 2.e4[1]
  - gambit Wagner-Zwitersch – A03 – 1.f4 f5 2.e4 fxe4 3. Cc3 Cf6 4.g4
- Gambit Hobbs – A02 – 1. f4 g5
- Gambit Hobbs-Zilbermints – A02 – 1.f4 h6 2. Cf3 g5
- Défense hollandaise inversée – 1.f4 d5
  - Gambit Dudweiler  – A02 –  2.g4
  - Gambit batave – A02 – 2. Cf3 c5 3.e4 dxe4
  - Gambit Thomas – A02 – 2.b3 Cf6 3. Fb2 d4 4. Cf3 c5 5.e3
  - Gambit Williams – A02 – 2.e4 [1]
  - Gambit Sturm – A02 – 2.c4

### Gambit Durkin
- Gambit Durkin – A00 – 1. Ca3 e5 2. Cc4 Cc6 3.e4 f5

### Ouverture Sokolski
- Gambit de Birmingham – A00 – 1.b4 c5
- Gambit du cavalier de la dame - A00 - 1.b4 b5 2.a4
- Gambit Tartakower (Fischer) – A00 – 1.b4 e5 2. Fb2 f6 3.e4

### Système Réti
- Gambit Herrström – A04 – 1. Cf3 g5
- Gambit Lissitsine – A04 – 1. Cf3 f5 2.e4
- Gambit Lissitsine différé – A04 – 1. Cf3 f5 2.d3 Cf6 3.e4
- Gambit Ross – A04 – 1. Cf3 e5
- Gambit Tennison (alias : gambit Abonyi ou de Lemberg ou gambit Zukertort) – A06 – 1. Cf3 d5 2.e4 {aussi 1.e4 d5 2. Cf3}
- Gambit Blumenfeld inversé – A09 – 1. Cf3 d5 2.c4 d4 3.e3 c5 4.b4
- Gambit Michel – A09 – 1. Cf3 d5 2.c4 d4 3.b4 c5
- Gambit Réti (ou gambit de Landstrasse) – A09 – 1. Cf3 d5 2.c4

## Débuts ouverts

### Partie espagnole
- Gambit Brentano - C60 - 1.e4 e5 2. Cf3 Cc6 3. Fb5 g5
- Contre-gambit Espagnol - C60 - 1.e4 e5 2. Cf3 Cc6 3. Fb5 d5
- Gambit Rotary-Albany - C60 - 1.e4 e5 2. Cf3 Cc6 3. Fb5 b6
- Gambit Schliemann (Jaenisch) – C63 – 1.e4 e5 2. Cf3 Cc6 3. Fb5 f5
- Gambit Alapin – C68 – 1.e4 e5 2. Cf3 Cc6 3. Fb5 a6 4. Fxc6 dxc6 5.0-0 Fg4 6.h3 h5
- Gambit Harksen – C80 – 1.e4 e5 2. Cf3 Cc6 3. Fb5 a6 4. Fa4 Cf6 5.0-0 Cxe4 6.d4 b5 7. Fb3 d5 8.c4
- Gambit Karpov – C80 – 1.e4 e5 2. Cf3 Cc6 3. Fb5 a6 4. Fa4 Cf6 5.0-0 Cxe4 6.d4 b5 7. Fb3 d5 8.dxe5 Fe6 9. Cbd2 Cc5 10.c3 d4 11. Cg5
- Gambit basque – C84 – 1.e4 e5 2. Cf3 Cc6 3. Fb5 a6 4. Fa4 Cf6 5.0-0 Fe7 6.d4 exd4 7.e5 Ce4 8.c3
- Gambit Marshall – C89 – 1.e4 e5 2. Cf3 Cc6 3. Fb5 a6 4. Fa4 Cf6 5.0-0 Fe7 6. Te1 b5 7. Fb3 0-0 8.c3 d5
- Gambit Kevitz – C60 – 1.e4 e5 2. Cf3 Cc6 3. Fb5 g6 4.c3 f5

### Partie du fou
- Contre-gambit calabrais – C23 – 1.e4 e5 2. Fc4 f5 [1]
- Gambit des quatre pions – C23 – 1.e4 e5 2. Fc4 Fc5 3.b4 Fxb4 4.f4 exf4 5. Cf3 Fe7 6.d4 Fh4+ 7.g3 fxg3 8.0-0 gxh2+ 9. Rh1 [1]
- Gambit Khan – C23 – 1.e4 e5 2. Fc4 d5
- Contre-gambit  Lewis – C23 – 1.e4 e5 2. Fc4 Fc5 3.c3 d5 [1]
- Gambit Lewis – C23 – 1.e4 e5 2. Fc4 Fc5 3.d4
- Gambit Lopez – C23 – 1.e4 e5 2. Fc4 Fc5 3. De2 Cf6 4.d3 Cc6 5.c3 Ce7 6.f4 [1]
- Double gambit McDonnell – C23 – 1.e4 e5 2. Fc4 Fc5 3.b4 Fxb4 4.f4 [1]
- Gambit Petroff – C23 – 1.e4 e5 2. Fc4 Fc5 3. Cf3 d6 4.c3 De7 5.d4 [1]
- Gambit de l'aile – C23 – 1.e4 e5 2. Fc4 Fc5 3.b4 [1]
- Gambit Boden–Kieseritzky – C24 – 1.e4 e5 2. Fc4 Cf6 3. Cf3 Cxe4 4. Cc3 [1]
- Gambit Greco – C24 – 1.e4 e5 2. Fc4 Cf6 3.f4 [1]
- Gambit Ponziani – C24 – 1.e4 e5 2. Fc4 Cf6 3.d4 [1]
- Gambit Urusov (Ponziani) – C24 – 1.e4 e5 2. Fc4 Cf6 3.d4 exd4 4. Cf3 [1]

### Débuts ouverts divers
- Gambit de Chicago – C44 – 1.e4 e5 2. Cf3 Cc6 3. Cxe5 Cxe5 4.d4
- Gambit éléphant – C40 – 1.e4 e5 2. Cf3 d5
- Gambit Busch-Gass – C40 – 1.e4 e5 2. Cf3 Fc5

### Partie du centre
- Gambit Breyer – C21 – 1.e4 e5 2.d4 d5
- Gambit danois – C21 – 1.e4 e5 2.d4 exd4 3.c3
- Gambit Halasz – C21 – 1.e4 e5 2.d4 exd4 3.f4

### Partie des quatre cavaliers
- Gambit de Belgrade – C47 – 1.e4 e5 2. Cf3 Cc6 3. Cc3 Cf6 4.d4 exd4 5. Cd5
- Gambit Halloween (Gambit Müller–Schultze) – C47 – 1.e4 e5 2. Cf3 Cc6 3. Cc3 Cf6 4. Cxe5

### Partie italienne
- Gambit Evans – C51 – 1.e4 e5 2. Cf3 Cc6 3. Fc4 Fc5 4.b4
  - Contre-gambit Evans – C51 – 4.b4 d5
- Gambit Deutz – C50 – 1.e4 e5 2. Cf3 Cc6 3. Fc4 Fc5 4.0-0 Cf6 5.d4
- Gambit italien – C50 – 1.e4 e5 2. Cf3 Cc6 3. Fc4 Fc5 4.d4
- Gambit Jérôme – C50 – 1.e4 e5 2. Cf3 Cc6 3. Fc4 Fc5 4. Fxf7+
- Gambit Albin – C54 – 1.e4 e5 2. Cf3 Cc6 3. Fc4 Fc5 4.c3 Cf6 5.0-0
- Gambit Möller – C54 – 1.e4 e5 2. Cf3 Cc6 3. Fc4 Fc5 4.c3 Cf6 5.d4 exd4 6.cxd4 Fb4+ 7. Cc3 Cxe4 8.0-0 Fxc3 9.d5
- Gambit Shilling Blackburne – C50 – 1.e4 e5 2. Cf3 Cc6 3. Fc4 Cd4
- Gambit Rousseau – C50 – 1.e4 e5 2. Cf3 Cc6 3. Fc4 f5
- Gambit Lucchini – C50 – 1.e4 e5 2. Cf3 Cc6 3. Fc4 Fc5 4.d3 f5

### Gambit du roi accepté
- Gambit du roi – C30 – 1.e4 e5 2.f4
  - Gambit Villemson ou Polerio ou gambit du centre – C33 – 1.e4 e5 2.f4 exf4 3.d4
  - Gambit Gama – C33 – 1.e4 e5 2.f4 exf4 3.g3
  - Gambit Orsini – C33 – 1.e4 e5 2.f4 exf4 3.b3
  - Gambit Breyer – C33 – 1.e4 e5 2.f4 exf4 3. Df3
  - Gambit Carrera (Basman) – C33 – 1.e4 e5 2.f4 exf4 3. De2
  - Gambit Keres – C33 – 1.e4 e5 2.f4 exf4 3. Cc3
  - Gambit de Paris – C33 – 1.e4 e5 2.f4 exf4 3. Ce2
  - Gambit Stamma – C33 – 1.e4 e5 2.f4 exf4 3.h4
  - Gambit Schurig – C33 – 1.e4 e5 2.f4 exf4 3. Fb5 (ou 3. Fd3)
  - Gambit Tartakover ou gambit du fou restreint – C33 – 1.e4 e5 2.f4 exf4 3. Fe2
  - Gambit du fou – C33 – 1.e4 e5 2.f4 exf4 3. Fc4
    - Contre-gambit Lopez–Gianutio – C33 – 1.e4 e5 2.f4 exf4 3. Fc4 f5
    - Contre-gambit Bryan (Kieseritzky) – C33 – 3. Fc4 b5
    - Contre-gambit Bryan – C33 – 3. Fc4 Dh4+ 4. Rf1 b5

  - Contre-gambit Gianutio – C34 – 1.e4 e5 2.f4 exf4 3. Cf3 f5
  - Gambit Cunningham – C35 – 1.e4 e5 2.f4 exf4 3. Cf3 Fe7
    - Gambit Bertin (des trois pions) – C35 – 4. Fc4 Fh4+ 5.g3 fxg3 6.0-0 gxh2+ 7. Rh1

  - Gambit Quade – C37 – 1.e4 e5 2.f4 exf4 3. Cf3 g5 4. Cc3
  - Gambit Rosentreter – C37 – 1.e4 e5 2.f4 exf4 3. Cf3 g5 4.d4 g4
    - Gambit Sorensen – C37 – 5. Ce5

  - Gambit normal – C37 – 1.e4 e5 2.f4 exf4 3. Cf3 g5 4. Fc4
    - Gambit Hanstein – C38 – 4. Fc4 Fg7 5.0-0
    - Gambit Philidor – C38 – 4. Fc4 Fg7 5.h4

  - 1.e4 e5 2.f4 exf4 3. Cf3 g5 4. Fc4 g4 
    - Gambit Ghulam Khassim – C37 – 5.d4
    - Gambit australien – C37 – 5.h4
    - Gambit Greco-Lolli ou Muzio sauvage – C37 – 5. Fxf7+
    - Gambit McDonnell – C37 – 5. Cc3
    - Gambit Salvio – C37 – 5. Ce5
    - Gambit Muzio – C37 – 5.0-0
      - Double gambit Muzio – C37 – 5.0-0 gxf3 6. Dxf3 Df6 7.e5 Dxe5 8. Fxf7+
        - Triple gambit Muzio – C37 – 8. Fxf7+ Rxf7 9.d4 Dxd4+ 10. Fe3

  - Gambit Kieseritzky – C39 – 1.e4 e5 2.f4 exf4 3. Cf3 g5 4. h4 g4 5. Ce5
    - Gambit Rice – C39 – 5. Ce5 Cf6 6. Fc4 d5 7.exd5 Fd6 8.0-0

  - Gambit Allgaier – C39 – 1.e4 e5 2.f4 exf4 3. Cf3 g5 4.h4 g4 5. Cg5
    - Gambit Blackburne – C39 – 5. Cg5 h6 6. Cxf7 Rxf7 7. Cc3

### Gambit du roi refusé
- Contre-gambit Adélaïde – C30 – 1.e4 e5 2.f4 Cc6 3. Cf3 f5
- Gambit Charousek – C32 – 1.e4 e5 2.f4 d5 3.exd5 e4 4.d3 Cf6 5.dxe4 Cxe4 6. De2
- Contre-gambit Falkbeer – C31 – 1.e4 e5 2.f4 d5
- Gambit Miles – C31 – 1.e4 e5 2.f4 d5 3.exd5 Fc5
- Contre-gambit Rubinstein – C30 – 1.e4 e5 2.f4 Fc5 3. Cf3 d6 4.c3 f5
- Contre-gambit Sénéchaud – C30 – 1.e4 e5 2.f4 Fc5 3. Cf3 g5
- Double Contre-gambit Zilbermints – C31 – 1.e4 e5 2.f4 g5

### Défense des deux cavaliers
- Gambit Boden–Kieseritzky – C55 – 1.e4 e5 2. Cf3 Cc6 3. Fc4 Cf6 4. Cc3 Cxe4 5.0-0
- Gambit Nakhmanson – C56 – 1.e4 e5 2. Cf3 Cc6 3. Fc4 Cf6 4.d4 exd4 5.0-0 Cxe4 6. Cc3
- Fegatello / Attaque du foie frit – C57 – 1.e4 e5 2. Cf3 Cc6 3. Fc4 Cf6 4. Cg5 d5 5.exd5 Cxd5 6. Cxf7 Rxf7
- Gambit Ponziani-Steinitz – C57 – 1.e4 e5 2. Cf3 Cc6 3. Fc4 Cf6 4. Cg5 Cxe4
- Variante Wilkes Barre / Traxler – C57 – 1.e4 e5 2. Cf3 Cc6 3. Fc4 Cf6 4. Cg5 Fc5
- Gambit des deux cavaliers, variante Polerio – C58 – 1.e4 e5 2. Cf3 Cc6 3. Fc4 Cf6 4. Cg5 d5 5.exd5 Ca5
- Variante Ulvestad – C57 – 1.e4 e5 2. Cf3 Cc6 3. Fc4 Cf6 4. Cg5 d5 5.exd5 b5

### Partie écossaise
- Gambit  Göring – C44 – 1.e4 e5 2. Cf3 Cc6 3.d4 exd4 4.c3
- Gambit Relfsson – C44 – 1.e4 e5 2. Cf3 Cc6 3.d4 exd4 4. Fb5
- Gambit écossais – C44 – 1.e4 e5 2. Cf3 Cc6 3.d4 exd4 4. Fc4
- Gambit de Napoléon – C?? – 1.e4 e5 2. Cf3 Cc6 3.d4 Cxd4 4. Cxd4 xd4 5. Fc4

### Défense russe
- Gambit Boden–Kieseritzky – C42 – 1.e4 e5 2. Cf3 Cf6 3. Fc4 Cxe4 4. Cc3 Cxc3 5.dxc3 f6
- Gambit Cochrane – C42 – 1.e4 e5 2. Cf3 Cf6 3. Cxe5 d6 4. Cxf7
- Gambit Stafford – C42 – 1.e4 e5 2. Cf3 Cf6 3. Cxe5 Cc6
- Gambit Ourousov – C43 – 1.e4 e5 2. Cf3 Cf6 3.d4 exd4 4. Fc4
- Gambit Kholmov – C42 – 1.e4 e5 2. Cf3 Cf6 3. Cxe5 Cxe4 4. De2 De7 5. Dxe4 d6

### Gambit letton
- Gambit letton (Contre-gambit Greco) – C40 – 1.e4 e5 2. Cf3 f5
- Gambit letton (Gambit du homard) – C40 – 1.e4 e5 2. Cf3 f5 3.g4
- Variante de Svendenborg – C40 – 1.e4 e5 2. Cf3 f5 3. Cxe5 Cf6 4. Fc4 fxe4 5. Cf7 De7 6. Cxh8 d5
- Gambit Mayet, Strautins – C40 – 1.e4 e5 2. Cf3 f5 3. Fc4 b5

### Défense Philidor
- Gambit Locock – C41 – 1.e4 e5 2. Cf3 d6 3.d4 Cf6 4. Cg5 h6 5. Cxf7
- Contre-gambit Lopez – C41 – 1.e4 e5 2. Cf3 d6 3. Fc4 f5
- Contre-gambit Philidor – C41 – 1.e4 e5 2. Cf3 d6 3.d4 f5

### Début Ponziani
- Gambit Neumann – C44 – 1.e4 e5 2. Cf3 Cc6 3.c3 Cf6 4. Fc4
- Contre-gambit  Ponziani – C44 – 1.e4 e5 2. Cf3 Cc6 3.c3 f5
- Gambit  Vuković – C44 – 1.e4 e5 2. Cf3 Cc6 3.c3 Cf6 4.d4 Cxe4 5.d5 Fc5

### Partie viennoise
- Gambit Meitner-Mieses – C23 – 1.e4 e5 2. Cc3 Cc6 3. Fc4 Fc5 4. Dg4 Df6 5. Cd5
- Gambit Fyfe – C25 – 1.e4 e5 2. Cc3 Cc6 3.d4
- Gambit Hamppe C25 – 1.e4 e5 2. Cc3 Cc6 3.f4 exf4 4. Cf3 g5
  - Gambit Hamppe–Allgaier – C25 – 5.h4 g4 6. Cg5
  - Gambit Hamppe–Muzio – C25 – 5. Fc4 g4 6.0-0
  - Gambit Pierce – C25 – 5.d4 g4 6. Fc4
- Gambit Steinitz – C25 – 1.e4 e5 2. Cc3 Cc6 3.f4 exf4 4.d4
- Gambit Adams – C27 – 1.e4 e5 2. Cc3 Cf6 3. Fc4 Cxe4 4. Dh5 Cd6 5. Fb3 Cc6 6.d4
- Variante Frankenstein-Dracula – C27 – 1.e4 e5 2. Cc3 Cf6 3. Fc4 Cxe4 4. Dh5 Cd6 5. Fb3 Cc6 6. Cb5 g6 7. Df3 f5 8. Dd5 De7 9. Cxc7+ Rd8 10. Cxa8 b6
- Pseudo-gambit viennois – C29 – 1.e4 e5 2. Cc3 Cf6 3.f4
  - Gambit Quelle – C25 – 3.f4 Fc5 4.fxe5 d6

## Débuts fermés

### Gambit de la dame
- Gambit dame – D06 – 1.d4 d5 2.c4
- Contre-gambit Albin – D08 – 1.d4 d5 2.c4 e5 [1]
- Contre-gambit Gusev – D06 – 1.d4 d5 2.c4 c5 3.cxd5 Cf6

### Gambit Blackmar-Diemer
- Gambit Blackmar – D00 – 1.d4 d5 2.e4 dxe4 3.f3 [1]
- Gambit Blackmar-Diemer – D00 – 1.d4 d5 2.e4 dxe4 3. Cc3 Cf6 4.f3 – également 1.d4 d5 2. Cc3 Cf6 3.e4 dxe4 4.f3 [1]
- Gambit Ryder – D00 – 1.d4 d5 2.e4 dxe4 3. Cc3 Cf6 4.f3 exf3 5. Dxf3
- Gambit Hubsch – D00 – 1.d4 d5 2. Cc3 Cf6 3.e4 Cxe4 4. Cxe4 dxe4 4. Fc4
- Gambit Zilbermints – D00 – 1.d4 d5 2.e4 dxe4 3. Cc3 Cf6 4.f3 exf3 5. Cxf3 e6 6. Fg5 Fe7 7. Fd3 Cc6 8.0-0 Cxd4 9. Kh1

### Défense semi-slave
- Gambit Marshall – D31 – 1.d4 d5 2.c4 e6 3. Cc3 c6 4.e4 dxe4 5. Cxe4 Fb4+ 6. Fd2
- Gambit anti-Méran – D44 – 1.d4 d5 2.c4 e6 3. Cc3 Cf6 4. Cf3 c6 5. Fg5
- Gambit anti-Moscou – D44 – 1.d4 d5 2.c4 e6 3. Cc3 Cf6 4. Cf3 c6 5. Fg5 h6 6. Fh4 g5 7. Fg3 dxc4 8.e4

### Défense Tarrasch
- Gambit Marshall – D32 – 1.d4 d5 2.c4 e6 3. Cc3 c5 4.cxd5 exd5 5.e4
- Gambit Tarrasch – D32 – 1.d4 d5 2.c4 e6 3. Cc3 c5 4.cxd5 exd5 5.dxc5 d4 6. Ca4 b5
- Gambit Von Hennig–Schara (Hennig–Schara ou Schara–Hennig) – D32 – 1.d4 d5 2.c4 e6 3. Cc3 c5 4.cxd5 cxd4

### Défense slave
- Contregambit  Winawer – B10 – 1.d4 d5 2.c4 c6 3. Cc3 e5
- Diemer Gambit – B12 – 1.d4 d5 2.c4 c6 3.e4
- Gambit slave – B15 – 1.d4 d5 2.c4 c6 3. Cf3 Cf6 4. Cc3 dxc4 5.e4
- Gambit Tolush–Geller – B15 – 1.d4 d5 2.c4 c6 3. Cf3 Cf6 4. Cc3 dxc4 5.e4 b5 6.e5

### Ouverture du pion dame
- Contre-gambit  Steinitz – D00 – 1.d4 d5 2. Ff4 c5

## Débuts semi-fermés

### Gambit de Budapest
- Gambit de Budapest – A51 – 1.d4 Cf6 2.c4 e5
  - Gambit  Fajarowicz – A51 – 3.dxe5 Ce4
  - Gambit Balogh – A52 – 3.dxe5 Cg4 4.e4 d6

### Défense hollandaise
- Gambit Janzen-Korchnoï – A80 – 1.d4 f5 2.h3 Cf6 3.g4
- Gambit Kingisher – A80 – 1.d4 f5 2. Cc3 d5 3.e4
- Gambit Krejcik – A80 – 1.d4 f5 2.g4
- Gambit de Manhattan – A80 – 1.d4 f5 2. Dd3 e6 (ou 2...g6, d5, d6) 3.g4
- Gambit Spielmann – A80 – 1.d4 f5 2. Cc3 Cf6 3.g4
- Gambit Staunton – A82 – 1.d4 f5 2.e4
- Gambit Lasker – A83 – 1.d4 f5 2.e4 fxe4 3. Cc3 Cf6 4. Fg5 c6 (ou 4...g6) 5.f3
- Gambit Staunton Différé – A84 – 1.d4 f5 2.c4 e6 3.e4

### Gambit Englund ou Charlick
- Gambit Charlick – A40 – 1.d4 e5 2. dxe5 d6
- Gambit Zilbermints – A40 – 1.d4 e5 dxe5 Cc6 3. Cf3 Cge7
- Gambit Englund – A40 – 1.d4 e5 2.dxe5 Cc6 3. Cf3 De7 4. Dd5 f6 5.exf6 Cxf6
- Gambit Soller – A40 – 1.d4 e5 2.dxe5 Cc6 3. Cf3 f6
- Gambit du moustique – A40 – 1.d4 e5 2.dxe5 Dh4

### Défenses indiennes
- Gambit Benko (Gambit de la Volga) – A57 - A59 – 1.d4 Cf6 2.c4 c5 3.d5 b5 [1]
  - Attaque du Nescafé frappé – A57 – 4.cxb5 a6 5. Cc3 axb5 6.e4 b4 7. Cb5 d6
- Gambit Grünfeld – D83 – 1.d4 Cf6 2.c4 g6 3. Cc3 d5 4. Ff4 Fg7 5.e3 0-0
- Contre-gambit Blumenfeld – E10 – 1.d4 Cf6 2.c4 e6 3. Cf3 c5 4.d5 b5 [1]
- Gambit du Danube – E60 – 1.d4 Cf6 2.c4 g6 3.d5 b5

### Défense Benoni ancienne
- Défense vieille Benoni (Gambit Benoni) [2] – A43 – 1.d4 c5
- Gambit Zilbermints-Benoni – A43 – 1.d4 c5 2.b4 {également 1.d4 c5 2. Cf3 cxd4 3.b4}

### Attaque Torre
- Gambit Wagner – A46 – 1.d4 Cf6 2. Cf3 e6 3. Fg5 c5 4.e4